# Budaiya Club
Actualités
Le Budaiya Club (en arabe : نادي البديع) est un club bahreïni de football basé dans la ville de Budaiya.
Leur matchs à domicile sont joués au stade municipale de Hamad. L'équipe première joue actuellement dans la deuxième division de Bahreïn. 

## Histoire
Ils ont été promus en première division de Bahreïn de football en 2018. Ils ont été relégués après seulement une saison dans l’élite.

## Maillot

### À domicile
Leur maillot est vert avec un col blanc.